# Революционное правительство Занзибара
Революцио́нное прави́тельство Занзиба́ра (англ. Revolutionary Government of Zanzibar, суахили Jamhuri ya Watu wa Zanzibar) — государственный орган, являющийся правительством танзанийской Автономной области Занзибар. Революционное правительство Занзибара состоит из Революционного совета и Палаты представителей Занзибара. Главой правительства является президент Занзибара, который также является председателем Революционного совета, — в настоящее время Хусейн Али Мвиньи.

## История
После формирования Танзании Занзибар сохранил региональное правительство — Революционное правительство Занзибара. Законодательную и исполнительную власть имеет Революционный совет Занзибара, состоящий из президента (который является главой правительства), двух вице-президентов и государственных министров (кроме того, президент может назначать дополнительных членов совета, не имеющих министерских полномочий). Революционный совет имеет совещательные функции при президенте.
Кроме того, с 1980 года Занзибар имеет свой парламент — Палату представителей Занзибара — который разделяет с Революционным советом законодательную власть. Палата представителей имеет в общей сложности 81 члена. 50 депутатов избираются прямым голосованием в одномандатных округах с использованием простого большинства, 10 назначаются президентом, 20 мест зарезервированы для женщин и заполняются на партийной основе, а последнее место зарезервировано для генерального прокурора региона. Кроме того, если спикер парламента не является одним из депутатов, он становится дополнительным, 82 членом Палаты представителей.